# Ефремов, Филипп Сергеевич
Филипп Сергеевич Ефремов (1750 — после 1811) — русский путешественник по странам Востока, надворный советник.

## Биография
Уроженец Вятской губернии, в 1763 году вступил на службу капралом в Нижегородский пехотный полк, в 1765 году произведён в каптенармусы. По другим сведениям, происходил из дворян Саратовской губернии, в 1763 году — прапорщик, переводчик в Коллегии иностранных дел.
В июне 1774 года был произведён в унтер-офицеры и командирован на заставу Донгуз крепости Илецкая Защита. В начале июля 1774 года на заставу напали пугачёвцы, и после жаркого боя захватили Ефремова в плен. Ему удалось бежать от пугачёвцев, однако практически сразу он был захвачен казахами, а те продали его в Бухару. Здесь Ефремов успел заслужить доверие Даниялбия, главного вельможи эмира бухарского; тем не менее ему пришлось претерпеть много мучений за отказ перейти в ислам. Получив чин юзбаши (сотника), Ефремов участвовал в бухарских набегах, храбро дрался под Самаркандом, Мервом и во время похода на Хиву, за что был пожалован землёй и деньгами. Добыв паспорт в Коканд, он бежал из Бухары и через Тибет, Кашмир, Индию и Англию возвратился в Россию, после девятилетнего странствования.
В 1783 году был принят Екатериной II, пожалован в прапорщики и определён в Коллегию иностранных дел переводчиком с восточных языков. В 1785 уволен для определения к другой службе. Завершил карьеру в чине надворного советника.
Его «Девятилетнее странствование и приключения в Бухарии, Хиве, Персии и Индии и возвращение оттуда через Англию в Россию» издано в 1-й раз в Санкт-Петербурге в 1786 г., без его ведома, во 2-й раз в 1794 г. им самим в Санкт-Петербурге, в 3-й раз в Казани в 1811 г. и в 4-й раз перепечатано с подлинной рукописи в «Русской Старине» (1893, № 7). С последней публикации было сделано научное переиздание в Москве в 1952 г. Книга содержит массу важных сведений по лингвистике, географии, истории и этнографии Средней Азии, Тибета и Индии.
Был женат, имел сыновей Николая (1793—?) и Василия (1798—?). Этот род был внесён в 3-ю часть дворянской родословной книги Саратовской губернии и в 3-ю часть дворянской родословной книги Казанской губернии по определению Казанского дворянского депутатского собрания от 1815 года.